# سی‌اس‌اس ریچموند
سی‌اس‌اس ریچموند (به انگلیسی: CSS Richmond) یک کشتی بود که طول آن ۱۷۲ فوت ۶ اینچ (۵۲٫۵۸ متر) بود. این کشتی در سال ۱۸۶۲ ساخته شد.